# قلعة زندان
قلعة زندان (بالفارسية: قلعه زندان) هي قلعة تاريخية تعود إلى عصر ساسانيون، وتقع في مقاطعة دير.